# Walesiek
Walesiek vagy velsziek (walesiül: Cymry) egy népcsoport amelynek az anyanyelve a walesi vagy kimru nyelv. Történelmileg a nyelv a brit nyelvből származik, amelyet valamikor Britannia nagy részében beszéltek. A walesi még mindig az uralkodó nyelv Wales egyes részein de az első évszázadtól az angol vette át a helyét az ország legtöbb részében.
John Davies történész szerint a walesiek vissza tudják vezetni eredetüket a harmadik évszázad végére és a negyedik évszázad elejére, amikor a rómaiak elhagyták Britanniát. A brit nyelvet azonban sokkal tovább beszélték Walesben. A walesi meghatározást használni lehet azokra is, akik Walesben élnek és azokra is, akik walesi származásúak, de máshol élnek. Ma Wales Nagy-Britanniának saját önkormányzattal rendelkező tagországa és ezáltal a walesi lakosok brit állampolgárok.
Egy felmérés, melyet a walesi parlament rendelt meg, kimutatta, hogy a lakosság 35%-ának a családi neve walesi eredetű. A többi angol nyelvű országban az arányok a következőek: Nagy-Britanniában 5,3%, Új-Zélandon 4,7%, Ausztráliában 4,1% és az USA-ban 3,8%. A felmérésben részt vevő országokban a walesi eredetűek száma összesen 16,3 millióra tehető. Londonban több mint 300 000 walesi származású él.

## Terminológia
A Wales szó arra a proto-germán "walh" szóra vezethető vissza, amelynek jelentése külföldi, idegen, római s ezt használták azokra, akik elrómaisodtak és latinul vagy kelta nyelven beszéltek. Ugyanaz az etimológiai eredete van, mint más kelta vagy római népek elnevezésének, például a vallonok és a vlachok elnevezésének, sőt a svájci Wallis nevű kantonnak is. A mai modern megnevezés a walesiekre, a Cymry vagy Cymru, ami Wales neve walesi nyelven. Mindkettőt ugyanúgy ejtik ki: /'kəm.rɨ/, és a brit combrogi szóból származik, amelynek jelentése honfitárs.

## Nyelv

A walesi nyelvet beszélők eloszlása Walesben, 2011-ben

A walesiek nyelvét velszi-nek vagy kimru-nak hívják. A kelta nyelvek közzé tartozik és legközelebbi rokonnyelvei a breton, a korni és a kumbri. Kissé távolabbi rokonságban van az ír, a skót gael és a manx nyelvekkel. Az 1800-as évektől az angol az uralkodó nyelv Walesben, de még mindig (2001) a lakosság kb. 20%-ának az anyanyelve és 28% megérti a nyelvet. Az ország északi és nyugati részein (pl. Gwynedd, Ceredigion és Powys megyékben) él a legnagyobb tömbben a walesi nyelvet használó lakosság.

## Sport
A két legnépszerűbb sport Walesben a futball és a rögbi (Rugby union), amelyekben az országot a férfi válogatott csapatok képviselik. Hazai meccseit mindkét válogatott a cardiffi Millennium Stadiumban játssza, amelyik 4. (legmagasabb) kategóriájú stadion az UEFA stadionkategóriáinak követelményei szerint.
Walesnek 1992 óta saját labdarúgó bajnoksága van, a Welsh Premier League. Történelmi okokból azonban a következő 6 csapat az angol ligában szerepel; Cardiff City, Swansea City, Newport County, Wrexham, Colwyn Bay és Merthyr Town.

A krikett és a ligarögbi is népszerű sportok.

## Híres walesiek
- Szent Patrik (Írország védőszentje)
- II. Eduárd (angol király)
- V. Henrik (angol király)
- Henry Morgan (kalóz, tengernagy és Jamaica kormányzója)
- Robert Owen (politikus, utópikus szocialista)
- George Everest (a Mount Everest névadója)
- Henry Morton Stanley (újságíró)
- Bertrand Russell (irodalmi Nobel-díjas)
- Hugh Griffith (színművész)
- Dylan Thomas (költő, író)
- Roald Dahl (író)
- Richard Burton (színművész)
- Anthony Hopkins (színművész)
- Brian David Josephson (Nobel-díjas fizikus)
- Tom Jones (énekes)
- Peter Greenaway (filmrendező)
- Timothy Dalton (színművész)
- John Rhys-Davies (színművész)
- Ken Follett (író)
- Tom Pryce (autóversenyző)
- Bonnie Tyler (énekesnő)
- Rhys Ifans (színművész)
- Michael Sheen (színművész)
- Catherine Zeta-Jones (színművésznő)
- Ioan Gruffudd (színművész)
- Ryan Giggs (labdarúgó)
- Christian Bale (színművész)
- Duffy (énekesnő)
- Gareth Bale (labdarúgó)
- Aaron Ramsey (labdarúgó)
- Roger Rees (színművész)

## Fordítás
Ez a szócikk részben vagy egészben  a   Walesare című svéd Wikipédia-szócikk fordításán alapul.  Az eredeti cikk szerkesztőit annak laptörténete sorolja fel. Ez a jelzés csupán a megfogalmazás eredetét és a szerzői jogokat jelzi, nem szolgál a cikkben szereplő információk forrásmegjelöléseként.